# بلبل ثلاثي الألوان
بلبل ثلاثي الألوان (الاسم العلمي: Pycnonotus tricolor) (بالإنجليزية: Dark-capped Bulbul )‏ هو نوع من الطيور يتبع جنس البلبل من فصيلة البلابل.